# Chassalia betsilensis
Chassalia betsilensis är en måreväxtart som beskrevs av Cornelis Eliza Bertus Bremekamp. Chassalia betsilensis ingår i släktet Chassalia och familjen måreväxter. Inga underarter finns listade i Catalogue of Life.